# Princesse Masha
Pour plus de détails, voir Fiche technique et Distribution.
Princesse Masha est un film français de René Leprince, sorti en 1928.

## Fiche technique
- Titre : Princesse Masha
- Réalisation : René Leprince
- Photographie : André-Wladimir Reybas et Julien Ringel (en)
- Pays d'origine : France
- Format : Noir et blanc - 1,33:1 - Film muet
- Date de sortie : 1928

## Distribution
- Claudia Victrix : Masha
- Jean Toulout : Général Tcherkoff
- Romuald Joubé : Roger Lantenac
- André Marnay : Krivoshine
- Andrée Brabant : Juana Gallardo
- Paul Guidé : Colonel Goubiesky
- Jean Peyrière : Kerdiakoff
- Raphaël Lievin : Vakirschef
- Boris de Fast : Tzerem Lama
- Hugues de Bagratide